# Argippei
Gli Argippei (in greco antico: Ἀργιππαῖοι?, Arghippâioi), erano un popolo scitico il cui nome derivava dalla Dea Afrodite Urania da essi venerata. In lingua scitica veniva infatti chiamata Argímpasa.
Sono così definiti da Erodoto: 
(Erodoto IV, 23, 2-3.)

Dalla descrizione erodotea dei tratti fisici, identificando gli alti monti con gli Urali, è stata avanzata l'ipotesi che si trattasse di popoli di stirpe mongola.
Gli Argippei dovettero abitare quella zona che oggi è denominata Baschiria, dove appunto cresce il Pontico, ovvero il ciliegio selvatico. 
Il modo di utilizzare il succo di questo ciliegio selvatico era molto particolare. Gli Argippei ne ricavavano un succo denso che bevevano mescolato al latte. Questa abitudine è tuttora praticata dalla popolazione mongola dei Calmucchi. È stata ipotizzata un'identificazione tra Argippei e Calmucchi, proprio per queste analogie.